# Jacopo da Empoli

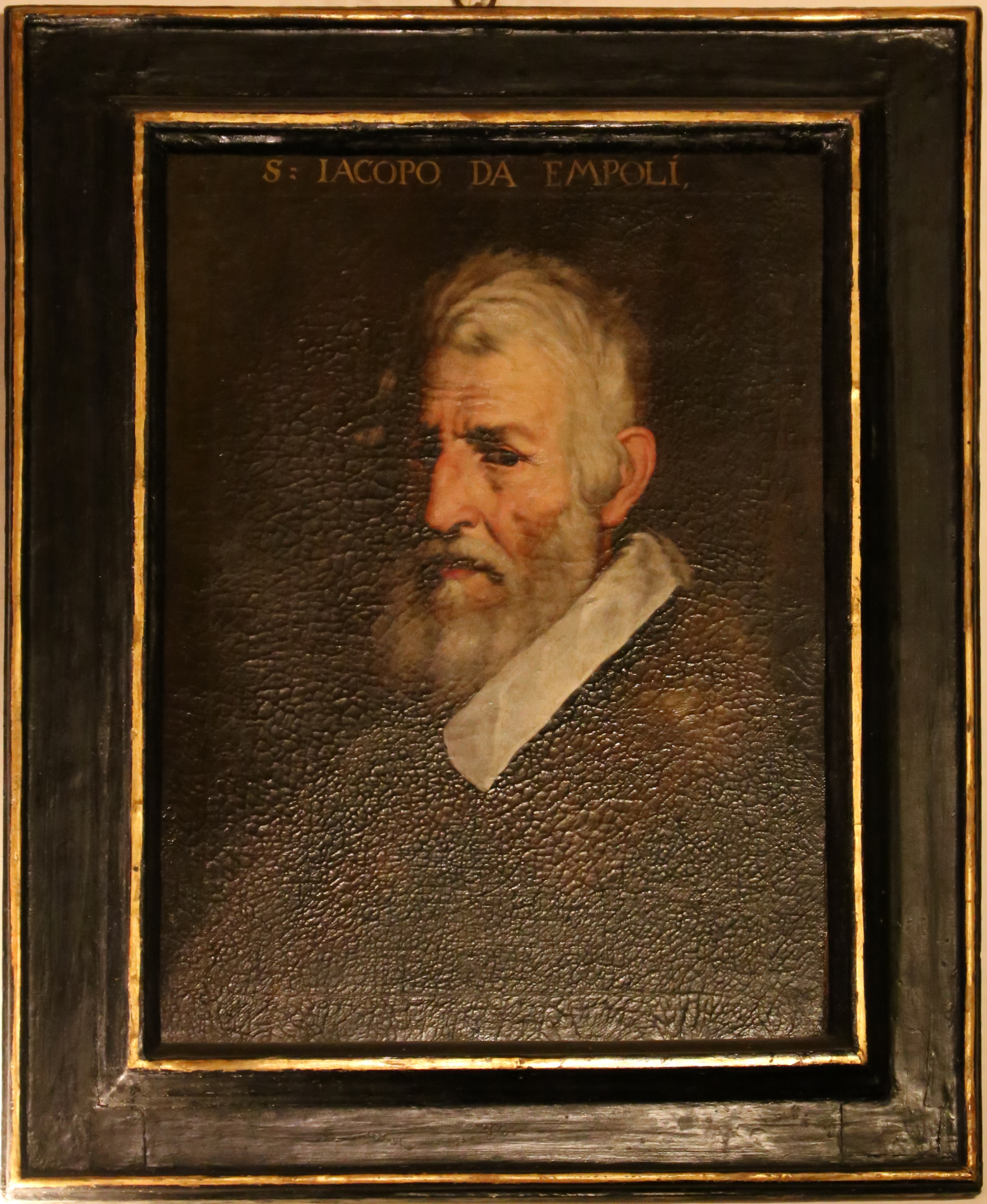
Jacopo da Empoli

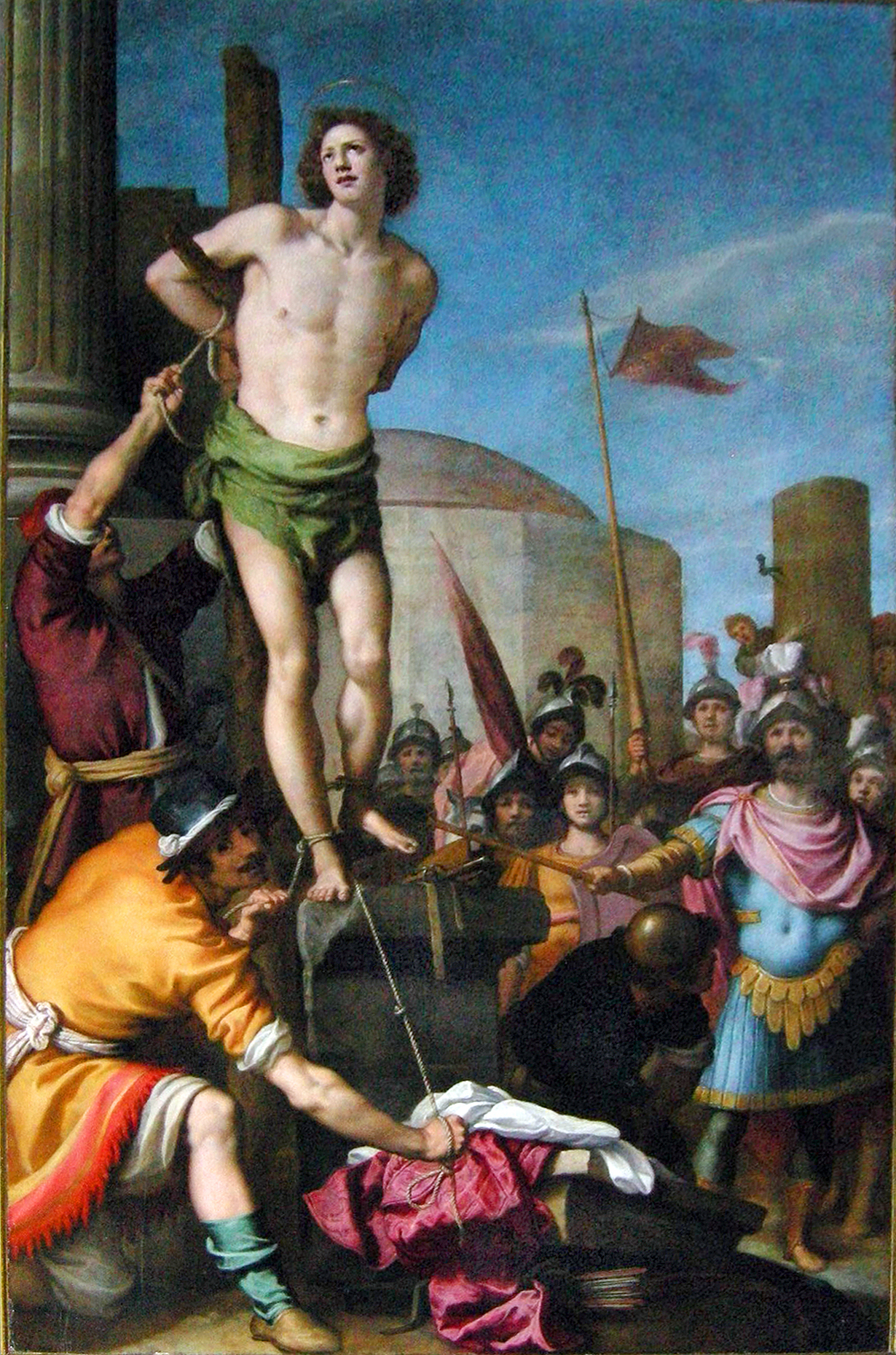
El martirio de San Sebastián, basílica de San Lorenzo de Florencia.

Jacopo da Empoli (Florencia, 30 de abril de 1551-Florencia, 30 de septiembre de 1640) fue un pintor italiano tardo-manierista.

## Biografía
Conocido como Jacopo Chimenti (Empoli es el lugar de nacimiento de su padre), trabajó sobre todo en su ciudad natal. Fue aprendiz de Maso da San Friano. Al igual que su contemporáneo Santi di Tito, se movió a menudo en un estilo más fresco y menos contorsionado que predecesores como Vasari.  
Colaboró con Alessandro Tiarini en algunos proyectos. Entre sus alumnos están Felice Ficherelli, Giovanni Battista Brazzè (Il Bigio), Giovanni Battista di Vanni y Virgilio Zaballi.
En años posteriores, el naturalismo se vuelve menos evidente. Las características de sus figuras acentúan la tendencia clásica de la pintura florentina propia del barroco. 
Trabajando en una temática a menudo rechazada por los pintores de Florencia, después de 1620 completó una serie de naturalezas muertas.

## Obra
- Trinità tra i santi Giovanni Evangelista e Michele arcangelo, Florencia, Chiesa di San Giovanni Battista della Calza (en depósito en la Gallerie Fiorentine), 1579.
- Ressurrezione (copia de Jacopo Carrucci),  Cartuja de Florencia, 1582.
- Cena in Emmaus (copia de Jacopo Carrucci), Cartuja de Florencia, 1582.
- Annunciazione, san Michele arcangelo tra san Francesco e donatore con fanciulla, Sasseta di Vernio, San Michele Arcangelo, después de 1582.
- Resurrezione (copia de Jacopo Carrucci), Bérgamo, Pinacoteca Il Conventino, 1582-1591.
- Allegoria della Concezione con Dio Padre benedicente, San Salvatore, (la tabla), Raccolta di Arte Sacra (la lunetta), 1585 - 1588
- Adorazione dei pastori, colección privada, c. 1586.
- Madonna col Bambino fra i santi Lorenzo, Girolamo, Francesco e Domenico, San Miniato, collezione Cassa di Risparmio di San Miniato, 1592.
- Madonna col Bambino, Florencia, colección privada, 1592 - 1595.
- Ritratto di Giovan Battista Gambetti, Florencia, Galleria Palatina, 1594.
- Madonna col Bambino, angeli, san Giacinto e san Pietro martire, Florencia, Chiesa di San Felice in Piazza, 1595.
- La Vergine immacolata appare a san Giacinto, Houston, Texas, The Haukohl Collection, después de 1595.
- Intercessione della Vergine, Florencia, Chiesa di San Remigio, c. 1595 - 1596.
- Allegoria della Concezione, Empoli, Chiesa di Santa Maria a Ripa, 1596.
- Il matrimonio di Caterina de' Medici con Enrico II di Francia, Florencia, Galleria degli Uffizi, en depósito, 1600.
- Susanna al bagno, Viena, Kunsthistorisches Museum, 1600.
- Ritratto di dama, Londres, colección privada, c. 1600.
- Ritratto di dama come santa Margherita, Empoli, colección privada, c. 1600.
- Madonna col Bambino, Empoli, colección privada, c. 1599 - 1603.
- Ultima Cena,  Galluzzo, Chiesa di San Giuseppe Artigiano, en depósito en la Galería florentina, 1601.
- Estigmatización de San Francisco, 1601 - 1625, Museo Lázaro Galdiano, Madrid (atribuido).
- Incredulità di san Tommaso, Empoli, Museo della Collegiata di Sant'Andrea, 1602.
- San Francesco riceve le stigmate, Florencia, Chiesa dei Santi Francesco e Chiara, 1602.
- Martirio di santa Barbara, Florencia, Galleria degli Uffizi, 1603.
- San Giuseppe, fresco, Empoli, Collegiata di Sant'Andrea, 1605 – 1610.
- Presentazione al Tempio, , Florencia, colección privada, 1606.
- Assunta tra i santi Giovanni Battista, Diego ed Elisabetta, Cortona, Basilica di Santa Margherita, c. 1606.
- La predica del Battista, Florencia, Chiesa di San Niccolò Oltrarno, 1608 – 1609.
- Annunciazione, Florencia, Basilica di Santa Trinita, 1609.
- Cena in Emmaus, Pomino, cappella della Villa frescobaldi, 1609.
- Santa Margherita d'Antiochia, Florencia, colección privada, 1610 – 1615.
- San Carlo Borromeo e la famiglia Rospigliosi, Pistoia, Complejo religioso de Santo Domingo (Pistoia), 1613.
- L'onestà di Sant'Eligio, Florencia, Galleria degli Uffizi, 1614.
- Ebbrezza di Noè, Florencia, Galleria Palatina, 1615 – 1620.
- Sant'Ivo protettore delle vedove e degli orfani, Florencia, Galleria Palatina, 1616.
- Madonna col Bambino in gloria e i santi Giovanni Battista, Antonio abate e Carlo Borromeo, Cortona, Chiesa di Sant'Agostino, 1618.
- Ebbrezza di Noè, Florencia, Galleria degli Uffizi, 1620 – 1625.
- Sacrificio di Isacco, Florencia, Galleria degli Uffizi, 1620 – 1625.
- Dispensa con testa di porco, tacchino e lepre, Florencia, Galleria degli Uffizi, 1621.
- Dispensa con trancio di cinghiale, pasticcio e anatra, Florencia, Galleria degli Uffizi, 1624
- Il giudizio di Mida nella contesa tra Apollo e Pan, Pistoia, Museo Civico, 1624.
- Dispensa con cipolle, fichi, insalata, Marano di Castenaso, Collezione Molinari Pradelli, 1625.
- Dispensa con pesce, uova, asparagi, Marano di Castenaso, Collezione Molinari Pradelli, c. 1625.
- Madonna col Bambino, Angeli e i santi Nicola di Bari, Giuliana Falconieri, Giovanni Battista e Andrea, , Florencia, Basilica della Santissima Annunziata, cappella Del Palagio, 1628.
- Apparizione della Vergine a San Francesco, Livorno, Duomo.
- Assunta tra i santi Girolamo e Francesco, Chiesa di S. Francesco Poverino - Florencia 1593.
- Annunciazione, Chiesa di S. Francesco Poverino – Florencia 1588-1596.